# Бермондт-Авалов, Павел Рафаилович
Па́вел Рафа(и́)лович (Рафаэлович, Михайлович) Бе́рмон(д)т-Ава́лов (князь Авалов; 4 (16) марта 1877 год, Тифлис — 27 декабря 1973, Нью-Йорк) — русский офицер, генерал-майор (1919), представитель прогерманского течения в белом движении в Прибалтике. В литературе встречаются различные варианты написания отчества и фамилии. Отношение к Бермондту-Авалову в советской и эмигрантской историографии в основном отрицательное — вероятно, из-за того, что он последовательно искал союза с немцами, в то время, как большинство руководителей белой армии ставило на Антанту. Его обвиняли в провале похода Юденича на Петроград, в авантюризме и самозванстве. Согласно другой точке зрения, действия Бермондта-Авалова могли привести к победе белого дела, если бы его лидеры оказались более дальновидными и согласились с предложениями Бермондта-Авалова опереться в войне с большевизмом на немецкие военно-политические круги:340.

## Биография

### Происхождение и ранние годы
Источники расходятся в том, что касается происхождения отца Бермондта-Авалова. Согласно одним, им был Рафаил Бермондт — участник русско-турецкой войны 1877—78 гг., караим по вероисповеданию. По материнской линии принадлежит к княжескому грузинскому роду Авалишвили. Сам Бермондт-Авалов заявлял, что был усыновлён князем Михаилом Антоновичем Аваловым (первый супруг его матери, вторым супругом был Рафаил Бермондт):355 — и с октября 1919 года именует себя то князем Павлом Михайловичем Аваловым-Бермондтом (Аваловы — княжеский кахетинский род, восходящий к первой половине XVII века) (1919), то бароном. Получил музыкальное образование.

### Поступление в Русскую армию. Русско-японская война
В 1901 г. был зачислен капельмейстером в 1-й Аргунский полк Забайкальского казачьего войска. В 1904 году вновь вступил в этот полк добровольцем, на следующий год был произведён в прапорщики. В составе полка участвовал в русско-японской войне. Награждён Георгиевскими крестами 3-й и 4-й степеней. В 1905 г. крестился в православие. В 1906 г. переведён в Уссурийский казачий дивизион и с тех пор по документам проходит как уссурийский казак. В 1908 г. произведён в хорунжие.
В 1909 г. — корнет 1-го уланского полка.

### Первая мировая война
Во время Первой мировой войны адъютант командующего 2-го Кавказского армейского корпуса генерала П. И. Мищенко. Дослужился до чина ротмистра. Всего за годы службы семь раз ранен, награждён, помимо Георгиевских крестов, орденом Св. Анны 4-й степени (аннинским оружием с надписью «За храбрость»).

### Революции 1917 года
После Февральской революции избран командиром Санкт-Петербургского уланского полка. Входил в конспиративную офицерскую организацию в Петрограде, готовившую переворот против Временного правительства. Чин полковника присвоен Временным правительством, что дало повод монархистам, не признававшим революции, считать его самозванцем. После Октябрьского переворота проживал в Житомире.

### Гражданская война
В августе 1918 года стал начальником вербовочного пункта и контрразведки Южной армии в Киеве, столице Украинской державы. Зимой 1918 года оборонял Киев от петлюровцев, которые после захвата власти заключили Бермондта-Авалова в тюрьму. В числе других русских офицеров был эвакуирован в Германию при оставлении германской армией Украины.
29 декабря 1918 года Временное правительство Латвии во главе с К.Улманисом подписало с уполномоченным Германии в Лифляндии Августом Ваннигом соглашение о вербовке добровольцев из числа оставшихся на западных рубежах Латвии военнослужащих 8-й дивизии Германии и демобилизованных солдат и офицеров в Германии. Немецким добровольцам Временным правительством и крупными немецкими землевладельцами были обещаны гражданство и земли в Курляндии. Велась также вербовка русских добровольцев из числа военнопленных, находившихся в Германии.
В апреле 1919 года в лагере для военнопленных в г. Зальцведеле Авалов сформировал из русских и немецких добровольцев партизанский отряд, позднее выступивший против красных в союзе с немецкими добровольческими формированиями.
В июле 1919 года прибыл из Германии в Митаву, где шло формирование отряда и которая стала впоследствии базой для Западной добровольческой армии. Бермондт-Авалов дал своему отряду название «Отряд имени графа Келлера». Формально Либавский (Ливенский) отряд, отряд Бермондта-Авалова (имени графа Келлера) и отряд полковника Вырголича объединились в один Западный корпус Северо-Западной армии под общим командованием князя Ливена, но реально Бермондт-Авалов проводил независимую политику, неохотно подчиняясь Ливену.
9 июля было получено от генерала Юденича приказание прибыть на соединение с Северо-Западной армией на Нарвский фронт, поддержанное англичанами. В отсутствие тяжело раненого князя Ливена по распоряжению английского генерала Гофа 1-й и 3-й батальоны Ливенского отряда были поспешно погружены на английский транспорт и отправлены в Ревель и Нарву.
Полковники Бермондт-Авалов и Вырголич отказались исполнить приказание Юденича перейти на Нарвский фронт, так как формирование их отрядов ещё не было завершено. Кроме этого формального объяснения существовало и иное — Бермондт-Авалов считал, что его корпус не должен покидать пределов Латвии, а оставаться в ней в качестве «действительной русской военной силы», и свою армию он рассматривал как равную, а не подчиняющуюся Северо-Западной армии:342.
Ещё летом 1918 года некоторые русские офицеры разочаровались в возможностях бороться с большевиками внутри страны, а успех белого движения на Дону и Украине показал, что на окраинах и отошедших от Советской России территориях антибольшевистские выступления имеют больше перспектив. П. Бермондт-Авалов писал: «…близость от Петербурга оккупированных германцами русских областей (Псковская, Витебская, Эстляндская и Лифляндская губернии) невольно наводила на мысль о необходимости создать там добровольческую армию».

П. Р. Бермондт-Авалов и фон дер Гольц.

В сентябре 1919 года генерал фон дер Гольц был отозван из Прибалтики берлинским социал-демократическим правительством, в том числе и по требованию Англии, осознавшей, что немцы проводят в Прибалтике политику, враждебную её интересам. Немецкий корпус был формально ликвидирован. Однако Германия не была намерена отказываться от своего влияния в Прибалтике. Пытаясь сохранить там свою военную силу, в том числе вне рамок ограничений, наложенных на Германию условиями Версальского договора, немцы совершили ловкий манёвр — уволенные чины корпуса под видом добровольцев вступали в корпус Бермондта-Авалова, который таким образом стал состоять преимущественно из немецких войск. Германские рядовые чины корпуса преследовали, впрочем, куда более приземлённые цели — дело в том, что правительство Улманиса обещало немецким добровольцам, воевавшим на его стороне против Красной армии, предоставить гражданство и земельные наделы, в качестве вознаграждения. Выполнять обещание правительство не спешило (и впоследствии так и не выполнило), и немцы — после расформирования корпуса фон дер Гольца — видели единственную возможность остаться в Курляндии и дождаться выделения обещанной земли, только записавшись в «русскую армию» Бермондта-Авалова:347. Кредит на содержание корпуса был получен Бермондтом-Аваловым от немецкого же банка «Морган и Ко» — 300 млн марок. Тогда же (в конце августа) было сформировано прогерманское Западно-русское правительство (ЗРП), которое должно было, по задумке немцев, проводить нужную им политику, в случае захвата Бермондтом-Аваловым власти в Прибалтике. Независимость Латвии Бермондт-Авалов и ЗРП не признавали, считая, что Латвия должна остаться в составе России и получить «внутреннюю автономию»:349.
5 сентября генерал для поручений К. С. Десино от своего имени передал Авалову распоряжение Юденича: «Главнокомандующий Северо-Западным фронтом … назначил Вас Командующим всеми русскими частями, сформированными в Курляндии и Литве»:342. 20 сентября Бермондт-Авалов объявил «народу Латвии» о том что он является «представителем русской государственной власти» и принятии на себя всей полноты власти в Прибалтике, игнорируя тем самым факт латвийского суверенитета и существования латвийских органов власти:350. В тот момент в корпусе Бермондта-Авалова, который стал именоваться как Русская Западная добровольческая армия, находилось около 50 000 человек:481—491.

### События октября − ноября 1919 года

Части Западной добровольческой армии с боевым знаменем

Ещё 26 августа 1919 года в Риге прошло совещание, инициированное английским военным представителем Ф. Д. Марчем, в котором приняли участие представители всех антибольшевистских сил региона: Северо-Западной армии, Западной русской армии, Финляндии, Эстонии, Латвии, Литвы, Польши. На совещании было принято решение начать совместное наступление на Советы 15 сентября. Причём армия Бермондта-Авалова получала задачу наступать на Двинск — Великие Луки — Бологое для перерезания Николаевской железной дороги. Последующие события показали, что сроки наступления были сдвинуты, да и наступление было не совместным, но так как инициатива совместных действий исходила от англичан, а Бермондт-Авалов был тесно связан с немцами, то изначально возникали опасения, что он в таком наступлении принимать участия не будет.:483
Западная добровольческая армия (ЗДА) вступила в открытое противостояние с правительством Латвии, выдвинув 6 октября ультимативное требование пропустить её через территорию Латвии на «большевистский фронт», и начав продвижение от Митавы в сторону Двинска. Правительство Латвии ответило отказом. Произошли первые вооружённые столкновения передовых частей ЗДА (надо полагать немецких):352 и латвийских войск. 7 октября силы Бермондта двинулись на Ригу, обвиняя латышскую армию в вооружённых провокациях против ЗДА. 8 октября войска вышли к Риге, которую в то время защищали относительно слабые силы латвийской армии, состоящие в основном из новобранцев. На город было сброшено с аэропланов несколько бомб и прокламации на русском языке, в которых латышам предлагалось «подчиниться власти полковника Бермондта, чтобы быть присоединёнными к великой и могучей России». 9 октября предместья Риги были заняты частями Бермондта-Авалова, но вместо того, чтобы развить успех, 10 октября Бермондт-Авалов предложил правительству Латвии заключить с ним перемирие. Тем временем к Риге были подтянуты 4 эстонских бронепоезда, и на рейд Риги прибыла английская эскадра, принявшаяся непрестанно обстреливать позиции ЗДА из своих орудий:490. Когда части армии Бермондта-Авалова всё же начали переправу через Двину, то наткнулись на подготовленную оборону.:355 Начались упорные позиционные бои.
Все эти события происходили именно в тот момент, когда армия Юденича устремилась на Петроград, надеясь, что обещания помощи от союзников по антибольшевистской борьбе будут выполнены — от английской эскадры на море (по захвату береговых фортов Финского залива, уничтожению Красного Балтийского флота и Кронштадта) и эстонцев на суше.:490
К 16 октября армия Бермондта-Авалова, израсходовав боеприпасы и не имея резервов, наступление на Ригу остановила. К утру 11 ноября части Бермондта-Авалова были выбиты из левобережной части Риги.:76 18 ноября командование Западной русской армией принял на себя прибывший из Германии генерал-лейтенант Эбергардт, однако отступление продолжалось:102. К середине декабря русско-германская армия Бермондта-Авалова была эвакуирована в Германию. Там она ещё некоторое время сохраняла своё значение как военная единица.
Кроме отвлечения военных сил антибольшевистского фронта от Петрограда, действия Бермондта-Авалова имели далеко идущие политические последствия, несомненно, повлиявшие на судьбу всего Белого дела в Северо-Западной области. Правительственная газета Эстонии «Ваба Маа» в те дни писала:

Планы Бермондта ясны — усмирить мятежную Латвию и присоединить её к великой России. За Латвией настанет очередь и Эстонии … Нет сомнения, что Бермондт действует в полном согласии с Колчаком и Деникиным:490
Газета эстонских социал-демократов выразилась ещё яснее в плане эстонской помощи Юденичу:

Весьма возможно, что Юденич и Бермондт — люди одной и той же идеи, но каждый из них стремится к ней разными путями. И если мы теперь не хотим участвовать в походе Юденича на Петроград, то пусть он в этом винит не нас, а Бермондта…:491 
Акция Бермондта-Авалова могла насторожить и англичан, стремящихся в своей конечной политике к расчленению России и поэтому поддерживавших формирующиеся прибалтийские государства.:584
Есть мнение, что Бермондт-Авалов с его военной акцией в Латвии под лозунгом о «Единой и Неделимой России» стал жертвой германской интриги, направленной на усиление прогерманских и на ослабление английских позиций в Прибалтике. Немцы понимали, что если бы Юденичу удалось занять Петроград, то позиции Англии в регионе усилились бы многократно.:355:481

### Межвоенный период

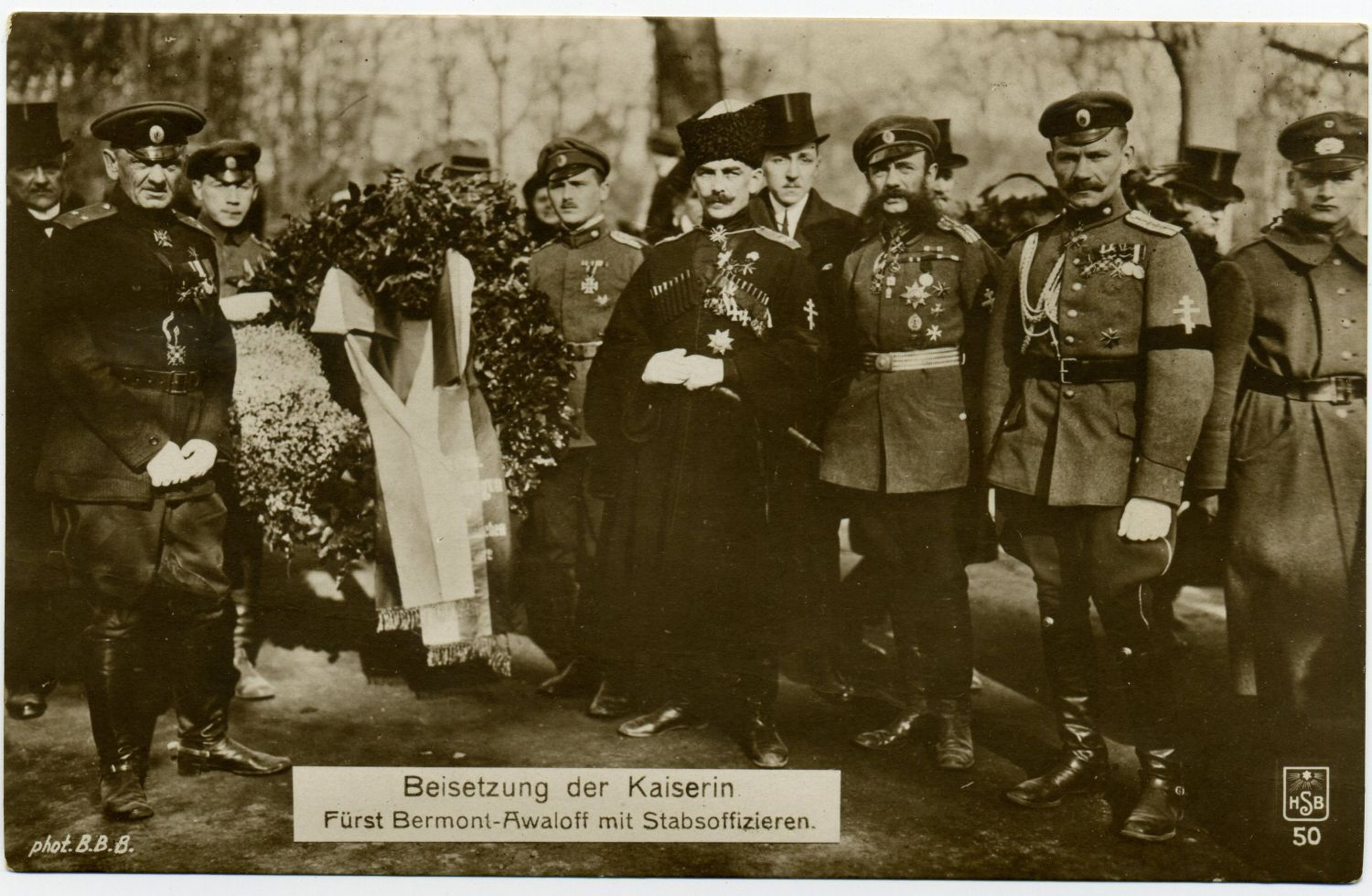
П. Р. Бермондт-Авалов (в центре) и другие чины Западной добровольческой армии на похоронах супруги Вильгельма II Августы Виктории. 1921 год

Эмигрировал в Германию. В 1925 году выпустил в Гамбурге мемуары «В борьбе с большевизмом». Многостраничный труд со множеством иллюстраций должен был создавать представление об авторе как о чуть ли не одном из главных борцов с большевиками. Живя в Гамбурге, Бермондт-Авалов планировал поход на Москву, даже определил состав московской комендатуры.
Симпатизировал нацистам. В 1933 году вступил в Русское национальное освободительное социалистическое движение, а после роспуска организации гестапо организовал Российское Национал-Социалистическое Движение (РОНД). Имел РОНД и собственные штурмовые отряды, которые вместе со штурмовиками НСДАП (СА) и бойцами «Стального шлема» (близкой к германским монархическим кругам организации бывших фронтовиков) сражались с коммунистическими отрядами «молодых спартаковцев» и «Рот Фронта» на улицах германских городов. Из-за интриг в среде русской эмиграции эта организация также была закрыта.
Власти рейха, тем не менее, не выпускали Бермондта-Авалова из поля зрения. Так, среди документов Политического отдела Министерства по делам оккупированных восточных территорий сохранились показания некой Хенни Людвиг-Линк, данные 18 марта 1935 года в Мюнхене. По её словам, в 1927 году она познакомилась с Аваловым, и это знакомство переросло в более тесные дружеские контакты. Авалов, выдававший себя за патриота и пылкого сторонника русско-германского союза, по словам Людвиг-Линк, оказался кокаинистом и морфинистом, обманным путём выманил у неё 8 000 марок, вынудив продать часть имущества и ценные бумаги по заниженной цене, которые потратил «на свои прихоти», а также впоследствии высокомерно высказывался о фюрере. На этом основании Людвиг-Линк требовала как можно скорее «обезвредить» Авалова.
В 1939 году Бермондт-Авалов и другие лидеры были арестованы гестапо и помещены в Моабитскую тюрьму. По другим сведениям, арест Бермондта-Авалова был вызван финансовыми нарушениями, связанными с полученными им от германских спецслужб деньгами.

### После Германии
После полуторагодового заключения и по личному ходатайству Муссолини Бермондт-Авалов был выслан в Италию. Оттуда он переехал в Белград, а в 1941 году после переворота генерала Симовича выехал в США. Факт тюремного заключения в нацистской Германии помог ему избежать денацификации.
Похоронен на кладбище Успенского женского Новодивеевского монастыря в Нануэт, Нью-Йорк.

## Семья
Супруга — Мария Антуанетта, принцесса Мекленбург-Шверинская, двоюродная сестра великого князя Кирилла Владимировича. Владела поместьем в Югославии.

## Награды
- Георгиевский крест 4-й степени (1905)
- Георгиевский крест 3-й степени (1905)
- Орден Святой Анны 4-й степени с надписью «За храбрость» (1906)
- Орден Святого Станислава 2-й степени с мечами (ВП 21.02.1915)
- Орден Святого Станислава 3-й степени с мечами и бантом (ВП 22.07.1915)
- Орден Святой Анны 3-й степени с мечами и бантом (ВП 17.05.1916)
- Орден Святого Владимира 4-й степени с мечами и бантом

## Кресты Бермондт-Авалова
Все чины Западной добровольческой армии Бермондта-Авалова за сражения в Курляндии (Латвии) получили право носить бронзовую медаль, на лицевой стороне которой был изображен Георгий Победоносец, а на оборотной — восьмиконечный православный крест, по сторонам которого стояла дата «1919». Позднее, уже в эмиграции, Бермондт-Авалов учредил ещё одну награду — чёрный с серебряной каймой крест мальтийской формы. Военнослужащим эта награда вручалась с мечами, гражданским лицам — без мечей. Эти кресты получили у коллекционеров название «кресты Авалова-Бермондта».

«Крест Авалова-Бермондта». Нагрудный знак, учреждённый в знак траура по графу Ф. А. Келлеру в марте 1919 года. Носился в розетке георгиевских чёрно-оранжевых цветов
«Крест Русского корпуса». Имел 2 степени. Учреждён 6 сентября 1919 г. Носился на ленте одновременно 2 национальных цветов: с одной стороны — русских (бело-сине-красная), а с другой — германских (чёрно-бело-красная)
«Балтийский крест». Нагрудный знак, учреждённый Балтийским Национальным комитетом (Веймарская республика) в период антибольшевистской борьбы, специально для германских добровольцев, номинально входивших в подчинение князю П.Р. Бермондт-Авалову.

## Денежные знаки Бермондта-Авалова
Основная статья: Митавская марка
Бонистам известны также «марки Авалова-Бермонт» — денежные знаки, выпускавшиеся Западной добровольческой армией: банкноты достоинством в 1, 5, 10, 50 марок.
24 октября 1919 года в Митаве было дано объявление правительства о том, что в соответствии с приказом главнокомандующего Западной добровольческой армией выпускаются денежные знаки этой армии на сумму 10 000 000 марок.
Деньги были подписаны: Авалов-Бермондт.

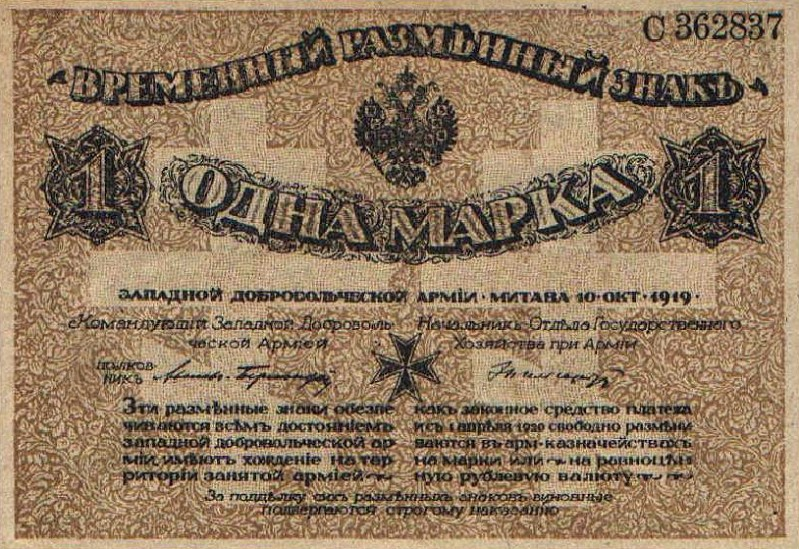
1 марка Западной добровольческой армии
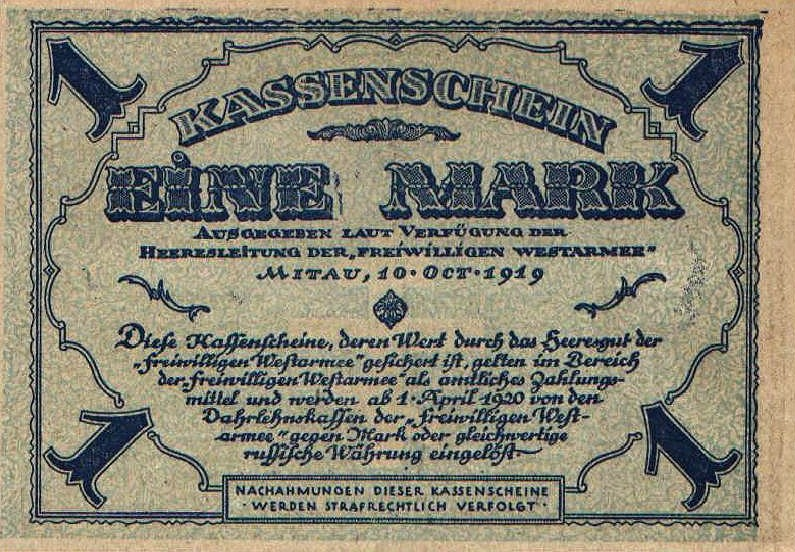
1 марка Западной добровольческой армии
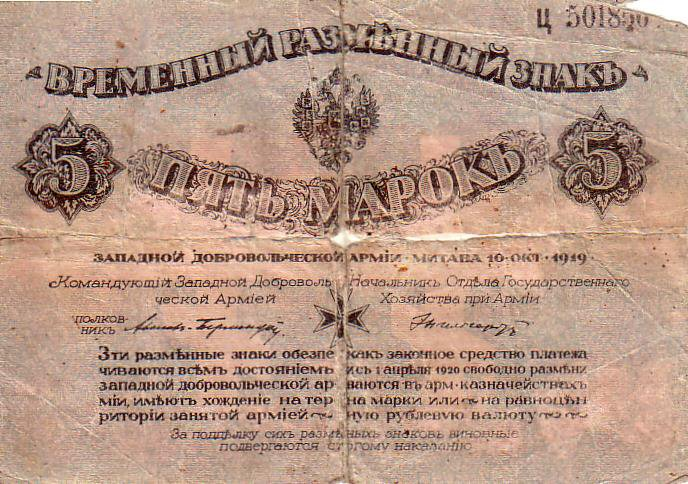
5 марок Западной добровольческой армии

## Выпуски почтовых марок Бермондта-Авалова
Во время существования Западной добровольческой армии было изготовлено 4 выпуска почтовых марок:
- 2 первых выпуска были изготовлены по инициативе генерала Давыдова, который был филателистом и, по свидетельству Бермондта-Авалова, взял хорошую часть выпущенных марок себе в качестве платы за труды. Первый выпуск был исполнен ручной печатью под личным наблюдением генерала его адъютантом капитаном Зевальдом. Надпечатки второго выпуска были сделаны в типографии Стеффенгагена (Steffenhagen).
- 3-й выпуск, скорее всего, никакого отношения к ЗДА не имел, так как его производством занимался судья Кун, который в одной из своих статей заявил, что марки были выпущены «Комитетом латвийского самоуправления», о чём должны свидетельствовать буквы «L» и «P» (Latvijas Pašvaldība), расположенные на надпечатках по обе стороны креста (эмблема ЗДА). Попытка найти сведения об этом «Комитете» потерпела фиаско.
- 4-й выпуск долгое время считался в лучшем случае спекулятивным, а в худшем — фантастическим. Публикация архива Гуверовского института позволила выяснить происхождение этих марок. Оказалось, что они действительно были заказаны начальником Политического отдела ЗДА А. Реммером вместе с гербовыми марками. Марки были отпечатаны в литографии Гоца (Берлин) тиражом 9-10 млн экз., но в обращение не поступили, так как после начала наступления Бермондта-Авалова на Ригу были арестованы немецкой полицией.